# Corps (Zeitschrift)
Corps (Eigenschreibweise: CORPS) ist eine deutsche Zeitschrift, die sich auf Themen rund um Corps, die deutsche Studentenkultur und die akademische Tradition konzentriert. Die Zeitschrift richtet sich vor allem an Corpsstudenten, Akademiker sowie an Interessierte der studentischen Verbindungskultur im deutschsprachigen Raum.
Sie wird gemeinsam vom Kösener Senioren-Convents-Verband (KSCV), vom Verband Alter Corpsstudenten (VAC), vom Weinheimer Senioren-Convent (WSC) und vom Weinheimer Verband Alter Corpsstudenten (WVAC) herausgegeben.

## Geschichte
Der Vorgänger dieser Zeitschrift war Der Corpsstudent – Untertitel: Verbandszeitschrift des Kösener und des Weinheimer SC-Verbandes – welche von 1994 bis 1999 erschien. Seit 2000 wird sie unter dem Titel Corps-Magazin  mit dem 1. Zusatz Das Magazin und mit dem 2. Zusatz Verbandszeitschrift des Kösener-SC-Verbandes und des Weinheimer Senioren-Convents weitergeführt. Seit Ende 2018 wird die Zeitschrift als CORPS herausgegeben.

## Inhalt
Das Magazin bietet eine Mischung aus Artikeln, Reportagen, Interviews und Essays. Zu den Hauptthemen gehören:
- Corpsgeschichte: Die Entstehung und Entwicklung von Corps in Deutschland sowie historische Ereignisse und Persönlichkeiten.
- Akademische Kultur: Beiträge zu akademischen Traditionen, Hochschulpolitik und dem Leben an Universitäten.
- Corpsleben: Berichte und Geschichten aus dem Alltag der Corpsstudenten, darunter Veranstaltungen, Feiern und festliche Anlässe.
- Netzwerk und Kontakte: Die Bedeutung des Netzwerks zwischen Corps und deren Mitgliedern, sowohl in Deutschland als auch international.

Darüber hinaus behandelt CORPS auch übergreifende Themen wie die Rolle von Studentenkorporationen in der modernen Gesellschaft und ihre Beziehungen zu anderen akademischen Organisationen.

## Beilagen
Die Vierteljahresschrift enthielt in ihrem Erscheinungsverlauf verschiedene Beilagen:
- SC-Meldungen[4]
- CC-Meldungen und großer Corpsbestand des WSC[5]
- 125. Jahrgang, Ausgabe 2 (2023) = 115. Jahr mit Wendeheft Kösen: 175 Jahre Kösener Senioren-Verband (KSCV) – Großes Jubiläums-Special[1]

## Zielgruppe und Bedeutung
Die Zeitschrift richtet sich vor allem an Mitglieder von Corps und ähnlicher studentischer Verbindungen, die Interesse an deutschen akademischen Traditionen und der Corpskultur haben. Das Magazin hat sich als bedeutendes Medium etabliert, das sowohl die interne Kommunikation innerhalb der Corps fördert, als auch die Corpsbewegung nach außen hin repräsentiert. Es wird als wichtiger Bestandteil der Corpswelt wahrgenommen und trägt zur Pflege und Weitergabe der Corpswerte und -geschichte bei.